# Осада Сандомира (1260)
Осада Сандомира — армия под командованием Бурундая разграбило Сандомир.

## Ход Событий
В ноябре 1259 года армия Бурундая, в состав которой входили также галицко-волынские подразделения, вторглась на территорию Малой Польши. Преодолев Люблин и Завихост, татарские войска пересекли Вислу и вступили в Сандомирскую землю. Вскоре ордынско-русское войско подступило к Сандомиру. Осада города не принесла особых результатов, и тогда союзники прибегли к иной тактике. Русские князья Василько, Лев и Роман вступили в переговоры с поляками, убедив их сложить оружие и выйти из города, пообещав, что никому из горожан не будет причинено зла. Осаждённые, доверившись этим заверениям, выполнили все условия в надежде сохранить жизни.
«Увидев их, татары набросились на них, как волки на овец, проливая огромное количество крови невинных людей, так что разлившиеся потоки крови, стекая в Вислу, вызвали её наводнения. И когда они устали в своей ярости, они остальных мужей, как стадо свиней, столкнув в реку Вислу, потопили. Молодых же женщин, красивых девушек и юношей увели с собой пленными»
 Описывал дальнейшие события автор Великопольской хроники.

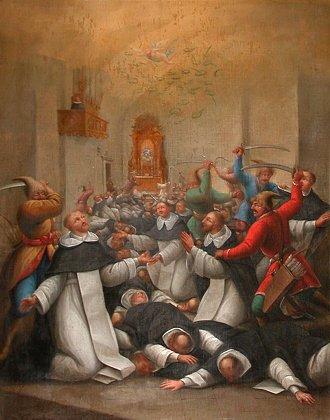
Martyrdom of Sadok and 48 Dominican martyrs of Sandomierz

Согласно «Рочнику Краковского капитула», Сандомир был взят штурмом, и армия Бурундая направилась в Краковскую землю. Польские источники отмечают, что разорение, нанесённое в ходе этого вторжения, было значительно более разрушительным, чем нашествие Орда-ичена в 1241 году. Существенного сопротивления татары не встретили, хотя и не решились на штурм самого Кракова. Весной 1260 года армия Бурундая вернулась на восток, уведя с собой большое количество пленников.
Практически те же действия Бурундай применял в Литве и Венгрии, достигая тем самым необходимого для Золотой Орды политического результата, ни один из соседних правителей больше не подстрекали русских князей к выступлению против ордынской власти.